# Max Schoeller
Max Schoeller (Düren, 28 de julio de 1865 - 1943) fue un empresario, explorador y etnólogo alemán.

## Biografía
Su padre fue Alexander Paul Schoeller, fundador de la fábrica de azúcar de Jülich, y su madre Adele Carstanjen. Schoeller estudió química en el Instituto Tecnológico de Karlsruhe, la Universidad Ludwig Maximilian de Múnich y la Universidad Albert Ludwig de Friburgo. Trabajó en una fábrica de azúcar hasta 1891 y fue presidente de los consejos de administración de varias industrias alemanas.
En 1893, realizó un viaje a Egipto y Asia Menor y en 1894, Schoeller emprendió una expedición científica a Eritrea, en la que estuvo acompañado por el botánico Georg Schweinfurth y el naturalista Alfred Kaiser. De 1896 a 1897, emprendió una importante expedición científica al África Oriental Alemana y al África Oriental Británica. Entre sus compañeros se encontraban el fotógrafo y cazador Carl Georg Schillings y nuevamente Alfred Kaiser. En 1897, una tercera expedición le llevó al sur del continente, hasta Sudáfrica y Rodesia.  
Schoeller legó su extensa colección etnológica y etnográfica al Museo Etnológico de Berlín. 
Después de su regreso a Alemania en 1898, Schoeller se dedicó a la promoción de los intereses coloniales de varias empresas alemanas. También fue miembro del Consejo Colonial, un organismo adscrito a la Oficina Colonial Imperial del Ministerio de Asuntos Exteriores del Imperio Alemán, como asesor en asuntos coloniales. 

## Obras
- Zur Kenntnis des o-Chlorchinolins und seiner Derivate [Sobre el conocimiento de la o-cloroquinolina y sus derivados] (1890).
- Mittheilungen über meine Reise in der Colonia Erythrea, Nordabessinien [Informes sobre mi viaje a Colonia Eritrea, Abisinia del Norte] (1895).
- Mitteilungen über meine Reise nach Äquatorial-Ostafrika und Uganda [Notas sobre mi viaje a África Oriental Ecuatorial y Uganda].